# Offset T-Intersection

Offset T-Intersection

Eine Offset T-Intersection (~ versetzter T-förmiger Straßenverkehrsknoten) ist ein höhengleicher Straßenverkehrsknoten, dessen Nebenrichtung – gegenüber einer herkömmlichen Straßenkreuzung – in zwei Abzweigungen aufgeteilt wurde, um deren vierten Konflikt zu Gunsten des Verkehrsflusses der Hauptrichtung abzuschaffen. Werden die beiden T-förmigen Abzweigungen als Seagull Intersection gebaut, wird die Hauptrichtung nur einmal angehalten. Bei einem erhöhten Verkehrsaufkommen der Nebenrichtung, oder bei ampelfreien Kreuzungen kann eine herkömmliche Kreuzung adäquat sein. Ein Rückbau zur herkömmlichen Kreuzung ist bei geringem Versatz der Nebenrichtung angebracht, da hierbei der langsame Verkehr für eine kürzere Zeit auf der Hauptrichtung gehalten wird.
Bezogen auf einen Autobahnzubringer ist der Knoten die höhengleiche Variante einer Autobahnanschlussstelle in der Form eines diagonalen halben Kleeblattes.
Der ähnliche Rechtsversatz oder Linksversatz wird in Deutschland zur Erhöhung der Straßenverkehrssicherheit eingesetzt. Eine auf Rechtsversatz umgebaute Kreuzung ist auf der Raistinger Straße in Pähl, 47° 54′ 17,9″ N, 11° 9′ 43,7″ O.